# Franz Oppenheimer
Franz Oppenheimer (ur. 30 marca 1864 w Berlinie, zm. 30 września 1943 w Los Angeles) – niemiecki socjolog, ekonomista i politolog pochodzenia żydowskiego, zajmujący się głównie tematyką państwa.

## Pogląd na państwo
W książce „Państwo” Oppenheimer wyjaśnia niewolniczą i pasożytniczą naturę państwa. Jak pisze istnieją dwa wzajemnie wykluczające się rodzaje środków, za pomocą których człowiek może osiągać bogactwo:
- ekonomiczne – środki pozyskiwane przez produkcję i dobrowolną wymianę między jednostkami
- polityczne, czyli środki pozyskiwane przy pomocy przemocy i rabunku

Jak opisuje je Murray Rothbard w „Manifeście libertariańskim”, środki polityczne mają charakter czystego pasożytnictwa, ponieważ bazują na wypracowanej wcześniej produkcji, którą wyzyskujący konfiskują. W ten sposób produkcja ta, zamiast wzbogacić globalny dorobek społeczeństwa, zostaje społeczeństwu zabrana.
Zdaniem Oppenheimera, podczas gdy obywatele osiągają bogactwo pokojowymi, produktywnymi, ekonomicznymi środkami, państwo stosuje przymusowy wyzysk. Dlatego państwo w opinii Oppenheimera to organizacja, która dokonuje grabieży na danym terytorium.